# Surtur
Surtur är en av Saturnus månar. Den upptäcktes av Scott S. Sheppard, David C. Jewitt, Jan Kleyna och Brian G. Marsden 2006, och gavs den tillfälliga beteckningen S/2006 S 7. Den heter också Saturn XLVIII.
Surtur är 6 kilometer i diameter och har ett genomsnittligt avstånd på 22 243 600 kilometer från Saturnus. Den har en lutning av 166,9° till ekliptikan (148,9 ° till Saturns ekvator) och med en excentricitet av 0,3680.
Månen är uppkallad efter Surt som var en jätte i nordisk mytologi.